# Brestovo (Stanari)
Brestovo (cirílico serbio: Брестово) es un pueblo localizado en el municipio de Stanari, Bosnia y Herzegovina. Antes de que Stanari fuese establecido como municipio en 2014, Brestovo era parte del municipio de Doboj.